# Jean-Jacques Schuhl
Jean-Jacques Schuhl   (Marsella, 9 d'octubre de 1941) és un escriptor francès, Premi Goncourt de l'any 2000, per la novel·la Ingrid Caven.

## Biografia
Jean-Jacques Schuhl va néixer a Marsella el 9 d'octubre de 1941.
Escriptor amb una obra molt reduïda i una biografia poc coneguda.
Segons declara en algunes entrevistes els seus escrits estan molt influenciats per la cinematografia, declarant-se seguidor de directors com Rainer Werner Fassbinder, Jean-Luc Godard, Jim Jarmusch o Raoul Ruiz.

## Obra
- 1972: Rose poussière
- 1976: Telex nº 1
- 2000: Ingrid Caven, basada en la vida de l'actriu i cantant alemany del mateix nom i companya de Schuhl. Com a actriu Caven ha protagotnitzat moltes pel·lícules de Fassbinder, com "Angst essen Seele auf", "Faustrecht der Freiheit", "Desesperació", "In einem Jahr mit 13 Monden" i d'altres directors, com "Mes petites amoureses" de Jean Eustache i "Le temps retrouvé" de Raul Ruiz.
- 2010: Entre des fantômes
- 2014: Obsessions, recull d'escrits publicats a Libération, L'Infini i Vanity Fair.